# Stadio Antonio José de Sucre
Lo stadio Antonio José de Sucre (in spagnolo Estadio Antonio José de Sucre) è uno stadio venezuelano situato nella città di Puerto Ayacucho, nello stato di Amazonas. L'impianto ospita le partite casalinghe del Tucanes de Amazonas ed è dedicato a Antonio José de Sucre, uno dei padri dell'indipendenza dello stato venezuelano.
La costruzione fu completata nel 2006.
l'impianto ospita oltre 10000 spettatori.
Il 29 marzo 2011 la Federación Venezolana de Fútbol ha riconosciuto l'idoneità dell'impianto in relazione alle norme stabilite dalla stessa per disputare il quadrangolare di finale della Segunda División, requisito fondamentale per ambire alla promozione nella Primera División (poi effettivamente ottenuta dai Tucanes al termine della stagione).
Lo stadio è dotato di un sistema d'illuminazione per le gare da disputarsi in notturna e di un tabellone elettronico.